# Helianthemum almeriense
Helianthemum almeriense är en solvändeväxtart. Helianthemum almeriense ingår i släktet solvändor, och familjen solvändeväxter.

## Underarter
Arten delas in i följande underarter:
- H. a. almeriense
- H. a. scopulorum

## Bildgalleri

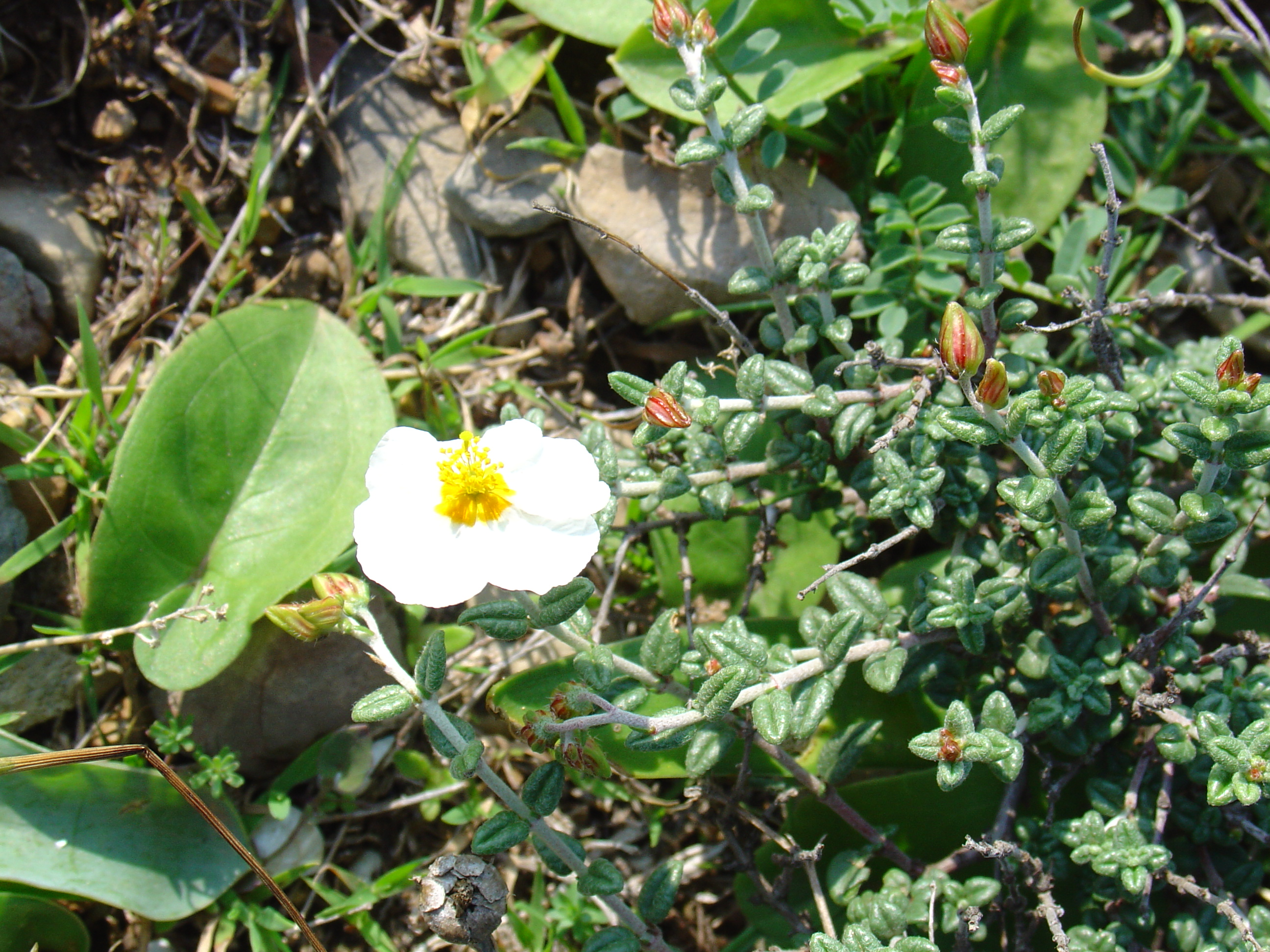
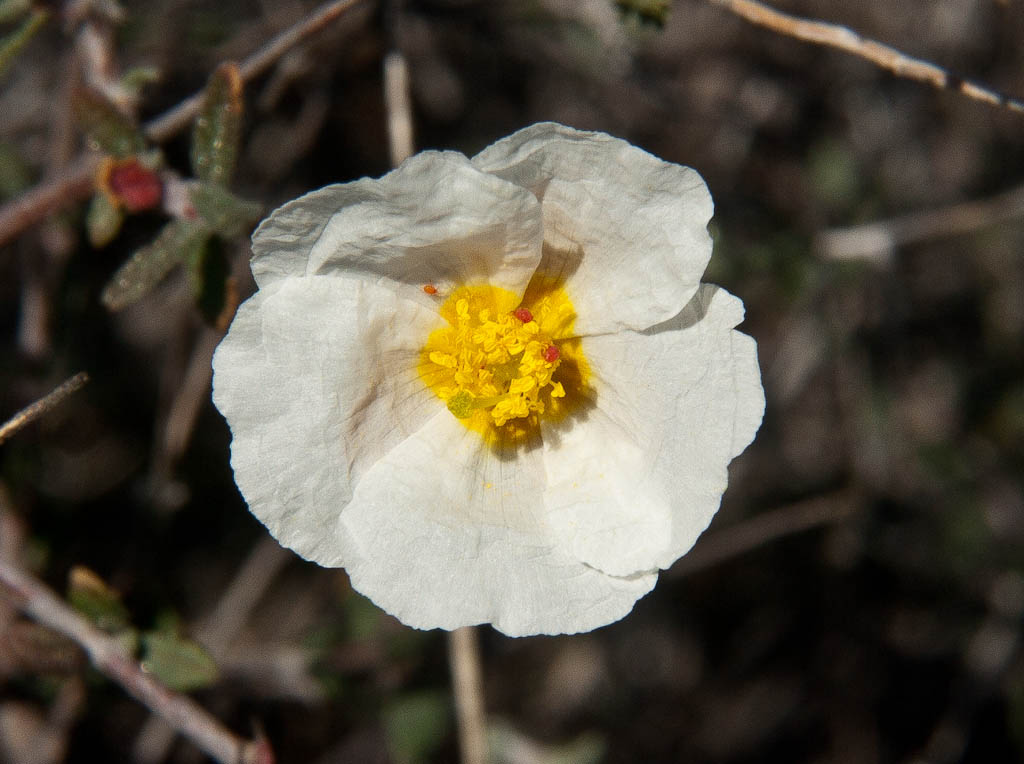